# M77
M77 (NGC1068) e пресечена спирална галактика, характерна със своето активно ядро. М77 е сейфъртова галактика от 2 тип. Открита е през 1780 от Пиер Мешен.
Галактиката се намира на 47 млн. св.г., ъгловите ̀и размери са 7′.1 × 6′.0, а видимата ̀и звездна величина е +10.2.